# Goulds
Goulds é uma Região censo-designada localizada no estado americano da Flórida, no Condado de Miami-Dade.

## Demografia
Segundo o censo americano de 2000, a sua população era de 7453 habitantes.

## Geografia
De acordo com o United States Census Bureau tem uma área de 7,7 km², dos quais 7,7 km² cobertos por terra e 0,0 km² cobertos por água. Goulds localiza-se a aproximadamente 2 m acima do nível do mar.

## Localidades na vizinhança
O diagrama seguinte representa as localidades num raio de 8 km ao redor de Goulds.